# Iglatjärnen (Sätila socken, Västergötland)
Iglatjärnen är en sjö i Marks kommun i Västergötland och ingår i Rolfsåns huvudavrinningsområde.